# Gmina Chojna
Die Gmina Chojna ist eine Stadt-und-Land-Gemeinde in der Woiwodschaft Westpommern in Polen. Sie umfasst die Stadt Chojna mit umliegenden Ortschaften und hat eine Fläche von 333 km². Sie nimmt damit 17,8 % der Fläche des Powiat Gryfiński ein. Die Gmina Chojna hat mehr als 14.000 Einwohner.

## Geographie
Das Gebiet der Gmina Chojna grenzt an die Oder und schließt einen Teil des Naturschutzparks Unteres Odertal ein. Durch die Gemeinde zieht sich das Flüsschen Rurzyca (Röhrke), das am nordwestlichen Rand des Gemeindegebiets südlich von Ognica (Nipperwiese) in die Oder mündet.
Nachbargemeinden sind:
- Banie (Bahn), Cedynia (Zehden), Mieszkowice (Bärwalde), Moryń (Mohrin), Trzcińsko-Zdrój (Bad Schönfließ) und Widuchowa (Fiddichow) im Powiat Gryfiński der polnischen Woiwodschaft Westpommern,
- Schwedt/Oder im Landkreis Uckermark des deutschen Bundeslandes Brandenburg.

## Gemeindegliederung
Zur Stadt- und Landgemeinde Chojna gehören neben der Stadt Chojna folgende Ortsteile (Schulzenämter/sołęctwa):
| - Białęgi (Belgen) - Brwice (Blankenfelde) - Czartoryja (Wedell) - Garnowo (Reichenfelde) - Godków (Jädickendorf) - Godków-Osiedle (Bahnhof Jädickendorf) - Grabowo (Grabow) - Grzybno (Thänsdorf) - Jelenin (Gellen) - Kamienny Jaz (Steinwehr) - Krajnik Dolny (Nieder Kränig) | - Krajnik Górny (Hohenkränig) - Krzymów (Hanseberg) - Łaziszcze (Engels Losse) - Lisie Pole (Uchtdorf) - Mętno (Mantel) - Narost (Nordhausen) - Nawodna (Nahausen) - Rurka (Rörchen) - Stoki (Rehdorf) - Strzelczyn (Jädersdorf) - Zatoń Dolna (Nieder Saaten). |

Weitere Ortschaften der Gemeinde sind:
- Bara (Bahrfelde), Barnkowo (Bernickow), Boguszczyn, Drozdowo (Finkenstein), Graniczna (Grenzhof), Jelonki (Gellener Loose), Kaliska (Schönberg), Krupin, Kuropatniki, Lisie Pola (Lisphul), Mętno Małe (Klein Mantel), Ognica (Nipperwiese), Ostrów, Pniewko, Przyciesie, Raduń (Raduhn), Strzeszewko, Trzeszcze (Steinwehr), Wilcze und Wilkoszyce (Wilhelmsberg).

## Verkehr

### Straße
Durch das Gebiet der Stadt- und Landgemeinde Chojna führen je zwei polnische Landesstraßen (droga krajowa, DK) und Woiwodschaftsstraßen (droga wojewódzka, DW), von denen drei durch die Stadt Chojna führen und eine den Nordteil der Gemeinde durchzieht:
- DK 26: Krajnik Dolny (Nieder Kränig)/Deutschland ↔ Trzcińsko-Zdrój (Bad Schönfließ) – Myślibórz (Soldin) – Renice (Rehnitz) (zwischen Nieder Kränig und Königsberg benützt sie ein Teilstück der ehemaligen deutschen Reichsstraße 166)
- DK 31: Stettin – Gryfino (Greifenhagen) – Widuchowa (Fiddichow) ↔ Mieszkowice (Bärwalde) – Kostrzyn nad Odrą (Küstrin) – Słubice (Frankfurt (Oder)-Dammvorstadt)
- DW 122: Krajnik Dolny (Nieder Kränig)/Deutschland ↔ Banie (Bahn) – Pyrzyce (Pyritz) – Piasecznik (Petznick)
- DW 124: Osinów Dolny (Niederwutzen)/Deutschland – Chojna (benützt hier die Trasse der ehemaligen deutschen Reichsstraße 158).

### Schiene
Durch das Gemeindegebiet zieht sich in Nord-Süd-Richtung die Bahnstrecke der Polnischen Staatsbahn (PKP) Nr. 273, die von Stettin über Küstrin bis in das schlesische Breslau führt. Die Gmina Chojna verfügt über drei Bahnstationen an dieser Strecke: Chojna, Lisie Pole (Uchtdorf) und Godków (Jädickendorf).
In Godków bestand ehedem Anschluss an die Bahnstrecke Wriezen – Jädickendorf, die von Berlin über Werneuchen und Wriezen nach hier führte und in der Bahnstrecke Jädickendorf – Pyritz (Pyrzyce) ihren Fortgang nahm. Zum Teil wurden Abschnitte dieser Strecken noch bis in die 1990er Jahre hinein betrieben. Heute ruht hier der Bahnverkehr, womit die Gemeindeorte Gellen (Jelenin) und Blankenfelde (Brwice) auch keine Bahnanbindung mehr haben.

## Söhne und Töchter (Auswahl)
- Hermann Kropatscheck (1847 in Nahausen – 1906), Publizist, Politiker und Reichstagsabgeordneter
- Peter van Eyck (1913 in Steinwehr – 1969), Schauspieler